# 胡译乘
胡译乘（1998年11月13日—），湖南怀化人，中国女子蹦床运动员，主攻网上项目。2021年进入国家队，多次获得世界锦标赛、世界杯系列赛冠军。

## 生涯
胡译乘1998年出生于湖南省怀化市。后被山西省的教练选中，2008年进入阳泉市体校训练，2012年进入省蹦床队。2021年才入选中国国家蹦床队，此后战绩不断提升，被认为是“大器晚成”。2021年首次参加世界蹦床锦标赛，搭档张欣欣夺得网上双人金牌。2022年包揽全国锦标赛单人、双人、团体三枚金牌，在世锦赛上夺得团体金牌和单人铜牌。2023年在世界杯系列赛上名列全年单人季军、双人季军，获世锦赛团体金牌。

在杭州第19届亚运会女子蹦床比赛中

| 年份 | 比赛           | 地点           | 项目 | 预赛排名 | 决赛排名 |
| ---- | -------------- | -------------- | ---- | -------- | -------- |
| 2021 | 世界蹦床锦标赛 | 巴库           | 双人 | 1        |          |
| 2022 | 世界蹦床锦标赛 | 保加利亚索菲亚 | 单人 | 1→5      |          |
| 2022 | 世界蹦床锦标赛 | 保加利亚索菲亚 | 双人 | 1        | 4        |
| 2022 | 世界蹦床锦标赛 | 保加利亚索菲亚 | 团体 | 1        |          |
| 2023 | 世界蹦床锦标赛 | 英国伯明翰     | 单人 | 4→1      | 4        |
| 2023 | 世界蹦床锦标赛 | 英国伯明翰     | 团体 | 1        |          |